# سوكي واترهاوس
أليس سوكي واترهاوس (بالإنجليزية: Suki Waterhouse)‏(ولدت في 5 يناير 1992) ممثلة عارضة أزياء وسيدة أعمال بريطانية، أصدرت فنانة البوب ألبومها الأول I Can't Let Go وأول ظهور لها EP Milk Teeth في عام 2022.
بدأت ووترهاوس مسيرتها المهنية في عرض الأزياء في سن السادسة عشرة، واستمرت في عرض الأزياء للعديد من ماركات الأزياء الكبرى مثل بربري، وتومي هيلفيغر، وهوغو بوس، ولورا مرسييه، وفيراغامو. ظهرت كممثلة لأول مرة في فيلم روائي طويل في دور ثانوي في فيلم دافع (2012)، ومنذ ذلك الحين ظهرت في أفلام أمثال حب، روزي (2013)، سلسلة مختلفة: متمردة (2015)، الدفعة السيئة (2016)، أمة الاغتيالات (2018) و بوكيمون: المحقق بيكاتشو (2019). ظهرت ووترهاوس في دور كارين سيركو في المسلسل الدرامي الموسيقي ديزي جونز والستة (2023).

## نشأتها
وُلدت ووترهاوس في هامرسميث، لندن ونشأ في تشيسويك، لندن، ابنة إليزابيث، ممرضة رعاية مرضى السرطان، ونورمان ووترهاوس، جراح تجميل. لديها شقيق يدعى تشارلي، وشقيقتان صغيرتان، مادلين وإيموجين ("إيمي") ، وهي أيضًا عارضة أزياء وممثلة.

## حياتها الشخصية
كانت على علاقة بالممثل برادلي كوبر حتى انفصالها عنه 2014.

## الأعمال

### أفلام
- مع حبي (2014	)
- سلسلة مختلفة: متمردة (2015)
- كبرياء وتحامل ووحوش الزومبي (2016)
- نادي الملياردير للبنين (2018)
- بوكيمون: المحقق بيكاتشو (2019)
- معرض القلوب المكسورة (2020)

### مسلسلات
- الأميرة البيضاء (2017)

## روابط خارجية
- سوكي واترهاوس على موقع IMDb (الإنجليزية)
- سوكي واترهاوس على موقع ميتاكريتيك (الإنجليزية)
- سوكي واترهاوس على موقع روتن توميتوز (الإنجليزية)
- سوكي واترهاوس على موقع قاعدة بيانات الأفلام العربية
- سوكي واترهاوس على موقع ألو سيني (الفرنسية)
- سوكي واترهاوس على موقع ميوزك برينز (الإنجليزية)
- سوكي واترهاوس على موقع أول موفي (الإنجليزية)
- سوكي واترهاوس على موقع قاعدة بيانات الأفلام السويدية (السويدية)
- سوكي واترهاوس على موقع أول ميوزيك (الإنجليزية)
- سوكي واترهاوس على موقع ديسكوغز (الإنجليزية)